# Spamvrij.nl
Spamvrij.nl is een Nederlands vrijwilligersproject dat zich inzet voor de bestrijding van spam van Nederlandse oorsprong.

## Geschiedenis
Spamvrij.nl is geboren uit een initiatief van Rejo Zenger. Op zijn website publiceerde hij de spam die hij en anderen ontvingen. Hier prijkten ook gerenommeerde bedrijven als verzekeraar AMEV en het NRC Handelsblad, die via een direct marketingbedrijf ongewenste reclame hadden verstuurd. Tevens werd aangegeven of de betreffende bedrijven inmiddels toezeggingen hadden gedaan voortaan spam te voorkomen. In april 2003 besloot men dat het beter was dit initiatief in een stichting te waarborgen, waarna de Stichting Spamvrij.nl statutair werd opgericht. 
Naast Rejo maakten Karin Spaink, Paul Posthumus en Erik Hensema deel uit van het bestuur. Later werd Jacco Kwakkel hieraan toegevoegd.
De stichtingvorm bracht echter ook een aantal statutaire verplichtingen met zich mee, waaronder voorlichting. Tevens ontbrak het de stichting aan structurele financiële steun, ondanks de giften van diverse sponsors. Dit bracht het bestuur er toe de stichting in oktober 2004 te ontbinden. De website werd overgedaan aan de vrijwilligers, die zich vanaf dat moment weer konden richten op de kerntaak: het onderzoeken en analyseren van de door Nederlandse organisaties verzonden spam en daarmee zoveel als mogelijk CERT's, abusedesks van providers en wetshandhavers assisteren. Spamvrij.nl werd vanaf die tijd actief onderhouden door Rejo Zenger, Carel Bitter en Feike Hacquebord.
In februari 2006 heeft Spamvrij.nl de toegang tot de database beperkt. Dit vanwege de aanzienlijke afname van de hoeveelheid Nederlandse spam. Alle informatie die in de spamruns database stond is bevroren en alleen nog toegankelijk voor personen die een aantoonbaar belang bij de informatie hebben. De overige informatie is nog wel openbaar, maar wordt niet meer geactualiseerd.

## Sponsoren
Het initiatief van Spamvrij.nl kon in de internetgemeenschap op veel bijval rekenen. Zo doneerden tientallen particulieren een bijdrage aan de stichting ten tijde van de oprichting. Anno 2006 zijn onder meer de internetproviders XS4ALL, De Digitale Stad, Luna.nl en Bit sponsor van Spamvrij.nl.